# Nigrotipula nigra nigra
Nigrotipula nigra nigra is een tweevleugelige uit de familie van de langpootmuggen (Tipulidae). De ondersoort komt voor in het Palearctisch gebied.